# Collegi elettorali del Senato della Repubblica del 2020
I collegi elettorali del Senato della Repubblica del 2020, in applicazione della Legge Rosato, sono fissati dal decreto legislativo 23 dicembre 2020, n. 177, emanato dopo l'entrata in vigore della legge costituzionale n. 19 ottobre 2020, n. 1, in materia di riduzione del numero dei parlamentari.
La circoscrizione Estero è suddivisa in quattro ripartizioni territoriali. 

## Storia
Ai fini delle elezioni del Senato della Repubblica del 2022 il territorio italiano è stato suddiviso in circoscrizioni elettorali corrispondenti alle regioni italiane, in ottemperanza alla Costituzione della Repubblica Italiana, che all'art. 57 prevede: «il Senato della Repubblica è eletto a base regionale».
Sono stati costituiti 26 collegi plurinominali e 74 collegi uninominali. 
La circoscrizione Estero è stata suddivisa in quattro ripartizioni territoriali.

## Lista
| Regione (senatori da eleggere) | Circoscrizioni                   | Circoscrizioni            | Collegi plurinominali            | Collegi uninominali                     | Collegi uninominali                                                    |
| Regione (senatori da eleggere) | Denominazione                    | Localizzazione            | Collegi plurinominali            | Denominazione                           | Comune/area sub-comunale con la maggiore ampiezza demografica          |
| ------------------------------ | -------------------------------- | ------------------------- | -------------------------------- | --------------------------------------- | ---------------------------------------------------------------------- |
| Piemonte (14)                  | 1 - Piemonte                     |                           | Piemonte - 01 (4+2)              | Piemonte - 01                           | Torino: Circoscrizione 2 - Santa Rita - Mirafiori Nord - Mirafiori Sud |
| Piemonte (14)                  | 1 - Piemonte                     | Piemonte - 02             | Piemonte - 01 (4+2)              | Moncalieri                              |                                                                        |
| Piemonte (14)                  | 1 - Piemonte                     | Piemonte - 02 (5+3)       | Piemonte - 03                    | Novara                                  |                                                                        |
| Piemonte (14)                  | 1 - Piemonte                     | Piemonte - 02 (5+3)       | Piemonte - 04                    | Alessandria                             |                                                                        |
| Piemonte (14)                  | 1 - Piemonte                     | Piemonte - 02 (5+3)       | Piemonte - 05                    | Cuneo                                   |                                                                        |
| Valle d'Aosta (1)              | 2 - Valle d'Aosta                |                           | non previsto                     | Valle d'Aosta                           | Aosta                                                                  |
| Lombardia (31)                 | 3 - Lombardia                    |                           | Lombardia - 01 (6+3)             | Lombardia - 01                          | Varese                                                                 |
| Lombardia (31)                 | 3 - Lombardia                    | Lombardia - 02            | Lombardia - 01 (6+3)             | Como                                    |                                                                        |
| Lombardia (31)                 | 3 - Lombardia                    | Lombardia - 06            | Lombardia - 01 (6+3)             | Monza                                   |                                                                        |
| Lombardia (31)                 | 3 - Lombardia                    | Lombardia - 02 (8+4)      | Lombardia - 03                   | Milano: NIL 21 - Buenos Aires - Venezia |                                                                        |
| Lombardia (31)                 | 3 - Lombardia                    | Lombardia - 02 (8+4)      | Lombardia - 04                   | Sesto San Giovanni                      |                                                                        |
| Lombardia (31)                 | 3 - Lombardia                    | Lombardia - 02 (8+4)      | Lombardia - 05                   | Cologno Monzese                         |                                                                        |
| Lombardia (31)                 | 3 - Lombardia                    | Lombardia - 02 (8+4)      | Lombardia - 10                   | Pavia                                   |                                                                        |
| Lombardia (31)                 | 3 - Lombardia                    | Lombardia - 03 (6+4)      | Lombardia - 07                   | Bergamo                                 |                                                                        |
| Lombardia (31)                 | 3 - Lombardia                    | Lombardia - 03 (6+4)      | Lombardia - 08                   | Brescia                                 |                                                                        |
| Lombardia (31)                 | 3 - Lombardia                    | Lombardia - 03 (6+4)      | Lombardia - 09                   | Treviglio                               |                                                                        |
| Lombardia (31)                 | 3 - Lombardia                    | Lombardia - 03 (6+4)      | Lombardia - 11                   | Cremona                                 |                                                                        |
| Trentino-Alto Adige (6)        | 4 - Trentino-Alto Adige/Südtirol |                           | non previsti                     | Trentino-Alto Adige - 01                | Trento                                                                 |
| Trentino-Alto Adige (6)        | 4 - Trentino-Alto Adige/Südtirol | Trentino-Alto Adige - 02  | non previsti                     | Rovereto                                |                                                                        |
| Trentino-Alto Adige (6)        | 4 - Trentino-Alto Adige/Südtirol | Trentino-Alto Adige - 03  | non previsti                     | Pergine Valsugana                       |                                                                        |
| Trentino-Alto Adige (6)        | 4 - Trentino-Alto Adige/Südtirol | Trentino-Alto Adige - 04  | non previsti                     | Bolzano                                 |                                                                        |
| Trentino-Alto Adige (6)        | 4 - Trentino-Alto Adige/Südtirol | Trentino-Alto Adige - 05  | non previsti                     | Merano                                  |                                                                        |
| Trentino-Alto Adige (6)        | 4 - Trentino-Alto Adige/Südtirol | Trentino-Alto Adige - 06  | non previsti                     | Bressanone                              |                                                                        |
| Veneto (16)                    | 5 - Veneto                       |                           | Veneto - 01 (5+2)                | Veneto - 01                             | Venezia                                                                |
| Veneto (16)                    | 5 - Veneto                       | Veneto - 02               | Veneto - 01 (5+2)                | Treviso                                 |                                                                        |
| Veneto (16)                    | 5 - Veneto                       | Veneto - 02 (6+3)         | Veneto - 03                      | Padova                                  |                                                                        |
| Veneto (16)                    | 5 - Veneto                       | Veneto - 02 (6+3)         | Veneto - 04                      | Vicenza                                 |                                                                        |
| Veneto (16)                    | 5 - Veneto                       | Veneto - 02 (6+3)         | Veneto - 05                      | Verona                                  |                                                                        |
| Friuli-Venezia Giulia (4)      | 6 - Friuli-Venezia Giulia        |                           | Friuli-Venezia Giulia - 01 (3+1) | Friuli-Venezia Giulia - 01              | Trieste                                                                |
| Liguria (5)                    | 7 - Liguria                      |                           | Liguria - 01 (3+2)               | Liguria - 01                            | Genova: Municipio VII - Ponente                                        |
| Liguria (5)                    | 7 - Liguria                      | Liguria - 02              | Liguria - 01 (3+2)               | La Spezia                               |                                                                        |
| Emilia-Romagna (14)            | 8 - Emilia-Romagna               |                           | Emilia-Romagna - 01 (4+2)        | Emilia-Romagna - 01                     | Parma                                                                  |
| Emilia-Romagna (14)            | 8 - Emilia-Romagna               | Emilia-Romagna - 02       | Emilia-Romagna - 01 (4+2)        | Modena                                  |                                                                        |
| Emilia-Romagna (14)            | 8 - Emilia-Romagna               | Emilia-Romagna - 02 (5+3) | Emilia-Romagna - 03              | Bologna                                 |                                                                        |
| Emilia-Romagna (14)            | 8 - Emilia-Romagna               | Emilia-Romagna - 02 (5+3) | Emilia-Romagna - 04              | Ravenna                                 |                                                                        |
| Emilia-Romagna (14)            | 8 - Emilia-Romagna               | Emilia-Romagna - 02 (5+3) | Emilia-Romagna - 05              | Rimini                                  |                                                                        |
| Toscana (12)                   | 9 - Toscana                      |                           | Toscana - 01 (8+4)               | Toscana - 01                            | Arezzo                                                                 |
| Toscana (12)                   | 9 - Toscana                      | Toscana - 02              | Toscana - 01 (8+4)               | Livorno                                 |                                                                        |
| Toscana (12)                   | 9 - Toscana                      | Toscana - 03              | Toscana - 01 (8+4)               | Prato                                   |                                                                        |
| Toscana (12)                   | 9 - Toscana                      | Toscana - 04              | Toscana - 01 (8+4)               | Firenze                                 |                                                                        |
| Umbria (3)                     | 10 - Umbria                      |                           | Umbria - 01 (2+1)                | Umbria - 01                             | Perugia                                                                |
| Marche (5)                     | 11 - Marche                      |                           | Marche - 01 (3+2)                | Marche - 01                             | Ascoli Piceno                                                          |
| Marche (5)                     | 11 - Marche                      | Marche - 02               | Marche - 01 (3+2)                | Ancona                                  |                                                                        |
| Lazio (18)                     | 12 - Lazio                       |                           | Lazio - 01 (6+3)                 | Lazio - 02                              | Roma - Municipio XIV                                                   |
| Lazio (18)                     | 12 - Lazio                       | Lazio - 03                | Lazio - 01 (6+3)                 | Roma - Municipio V                      |                                                                        |
| Lazio (18)                     | 12 - Lazio                       | Lazio - 04                | Lazio - 01 (6+3)                 | Roma - Municipio VII                    |                                                                        |
| Lazio (18)                     | 12 - Lazio                       | Lazio - 02 (6+3)          | Lazio - 01                       | Viterbo                                 |                                                                        |
| Lazio (18)                     | 12 - Lazio                       | Lazio - 02 (6+3)          | Lazio - 05                       | Guidonia Montecelio                     |                                                                        |
| Lazio (18)                     | 12 - Lazio                       | Lazio - 02 (6+3)          | Lazio - 06                       | Latina                                  |                                                                        |
| Abruzzo (4)                    | 13 - Abruzzo                     |                           | Abruzzo - 01 (3+1)               | Abruzzo - 01                            | Pescara                                                                |
| Molise (2)                     | 14 - Molise                      |                           | Molise - 01 (1+1)                | Molise - 01                             | Campobasso                                                             |
| Campania (18)                  | 15 - Campania                    |                           | Campania - 01 (6+4)              | Campania - 04                           | Napoli                                                                 |
| Campania (18)                  | 15 - Campania                    | Campania - 05             | Campania - 01 (6+4)              | Giugliano in Campania                   |                                                                        |
| Campania (18)                  | 15 - Campania                    | Campania - 06             | Campania - 01 (6+4)              | Torre del Greco                         |                                                                        |
| Campania (18)                  | 15 - Campania                    | Campania - 07             | Campania - 01 (6+4)              | Acerra                                  |                                                                        |
| Campania (18)                  | 15 - Campania                    | Campania - 02 (5+3)       | Campania - 01                    | Caserta                                 |                                                                        |
| Campania (18)                  | 15 - Campania                    | Campania - 02 (5+3)       | Campania - 02                    | Benevento                               |                                                                        |
| Campania (18)                  | 15 - Campania                    | Campania - 02 (5+3)       | Campania - 03                    | Salerno                                 |                                                                        |
| Puglia (13)                    | 16 - Puglia                      |                           | Puglia - 01 (8+5)                | Puglia - 01                             | Foggia                                                                 |
| Puglia (13)                    | 16 - Puglia                      | Puglia - 02               | Puglia - 01 (8+5)                | Andria                                  |                                                                        |
| Puglia (13)                    | 16 - Puglia                      | Puglia - 03               | Puglia - 01 (8+5)                | Bari                                    |                                                                        |
| Puglia (13)                    | 16 - Puglia                      | Puglia - 04               | Puglia - 01 (8+5)                | Taranto                                 |                                                                        |
| Puglia (13)                    | 16 - Puglia                      | Puglia - 05               | Puglia - 01 (8+5)                | Lecce                                   |                                                                        |
| Basilicata (3)                 | 17 - Basilicata                  |                           | Basilicata - 01 (2+1)            | Basilicata - 01                         | Potenza                                                                |
| Calabria (6)                   | 18 - Calabria                    |                           | Calabria - 01 (4+2)              | Calabria - 01                           | Corigliano-Rossano                                                     |
| Calabria (6)                   | 18 - Calabria                    | Calabria - 02             | Calabria - 01 (4+2)              | Reggio di Calabria                      |                                                                        |
| Sicilia (16)                   | 19 - Sicilia                     |                           | Sicilia - 01 (5+3)               | Sicilia - 01                            | Palermo: Quartiere 11 - Settecannoli                                   |
| Sicilia (16)                   | 19 - Sicilia                     | Sicilia - 02              | Sicilia - 01 (5+3)               | Marsala                                 |                                                                        |
| Sicilia (16)                   | 19 - Sicilia                     | Sicilia - 03              | Sicilia - 01 (5+3)               | Gela                                    |                                                                        |
| Sicilia (16)                   | 19 - Sicilia                     | Sicilia - 02 (5+3)        | Sicilia - 04                     | Catania                                 |                                                                        |
| Sicilia (16)                   | 19 - Sicilia                     | Sicilia - 02 (5+3)        | Sicilia - 05                     | Siracusa                                |                                                                        |
| Sicilia (16)                   | 19 - Sicilia                     | Sicilia - 02 (5+3)        | Sicilia - 06                     | Messina                                 |                                                                        |
| Sardegna (5)                   | 20 - Sardegna                    |                           | Sardegna - 01 (3+2)              | Sardegna - 01                           | Cagliari                                                               |
| Sardegna (5)                   | 20 - Sardegna                    | Sardegna - 02             | Sardegna - 01 (3+2)              | Sassari                                 |                                                                        |

### Ripartizioni
| Circoscrizione | Ripartizione                          | Localizzazione |
| -------------- | ------------------------------------- | -------------- |
| Estero (4)     | Europa (1)                            |                |
| Estero (4)     | America meridionale (1)               |                |
| Estero (4)     | America settentrionale e centrale (1) |                |
| Estero (4)     | Africa, Asia, Oceania e Antartide (1) |                |